# Трофимлюк Олександр Миколайович
Протоієрей Олекса́ндр Миколайович Трофимлю́к (нар. 30 листопада 1981, Рівне) — священник ПЦУ, протоієрей, доктор наук із богословʼя, професор, голова Управління духовної освіти і богословської науки ПЦУ; голова Календарної комісії ПЦУ, член Статутної комісії  ПЦУ, голова Громадської ради з питань співпраці з Церквами та релігійними організаціями при Міністерстві освіти і науки України, настоятель Свято-Покровського собору Солом'янського району міста Києва; член Національної спілки журналістів України.

## Освіта
- З 1988 по 1998 рр. навчався в загальноосвітній школі № 24 м. Рівного, яку закінчив із золотою медаллю.
- З 1998 по 2002 рр. навчався у Рівненській духовній семінарії, яку закінчив з відзнакою.
- З 2002 по 2006 рр. навчався у Київській духовній академії.
- 29 травня 2007 року успішно захистив дисертацію «Історично-літургічний розвиток чину таїнства Єлеосвячення» на здобуття наукового ступеня кандидата богословських наук.
- У 2010 р. закінчив Національний педагогічний університет імені Михайла Драгоманова за спеціальністю «історія» і отримав кваліфікацію «вчитель історії і суспільствознавства».
- 29 серпня 2014 року успішно захистив дисертацію «Позабогослужбова діяльність православного пастиря: богословські засади, церковно-історичний досвід, сучасні потреби» на здобуття наукового ступеня доктора богословських наук.
- У 2016 році пройшов процедуру нострифікації документів, виданих закладами вищої духовної освіти, отримавши Свідоцтва про державне визнання дипломів про вищу духовну освіту першого (бакалаврського) та другого (магістерського) рівнів вищої освіти та атестати доцента і професора й дипломи кандидата і доктора наук із богословʼя державного зразка.
- У 2022 році закінчив Міжрегіональну академію управління персоналом за спеціальністю «081 – Право», здобувши вищу юридичну освіту з кваліфікацією «магістр права».
- У 2025 році завершив навчання циклу спеціалізації «Клінічне душпастирство» у  Національному університеті охорони здоров’я України імені Платона Шупика, здобувши фах капелана у сфері охорони здоров’я.

## Служіння
- Змалку ніс різні послухи при храмі: спочатку паламаря, пізніше — іподиякона у Свято-Воскресенському кафедральному соборі Рівного.
- 23 лютого 1997 р. за Божественною літургією був пострижений у читці і призначений штатним читцем Свято-Воскресенського собору.
- З 2000 р. паралельно з навчанням у семінарії ніс послух уставщика чоловічого кліросного хору при Свято-Покровському кафедральному соборі, а також входив у склад хорів семінарського та священнослужителів Рівненської єпархії.
- Під час навчання в академії ніс послух іподиякона Святійшого Патріарха Київського і всієї Руси-України Філарета.
- 22 травня 2005 р. був рукоположений Святійшим Патріархом Філаретом у сан диякона.
- 2 червня 2005 — призначений штатним дияконом Свято-Покровської церкви на Солом'янці Києва. Став викладачем недільної школи храму.
- З жовтня 2005 року по вересень 2011 року працював на посаді референта Синодального управління духовно-патріотичного виховання Української православної церкви Київського патріархату у Збройних силах та інших військових формуваннях України.
- У серпні 2006 року призначений викладачем Київської православної богословської академії.
- З 15 вересня 2006 р. по 1 вересня 2010 р. обіймав посаду голови Прес-центру Київської Патріархії Української Православної Церкви Київського Патріархату та адміністратора офіційного сайту УПЦ Київського Патріархату Церква.info.
- З 27 грудня 2006 р. по 27 серпня 2010 р. працював на посаді інспектора Київської православної богословської академії.
- 28 січня 2007 року рукоположений Святійшим Патріархом Філаретом на священика та призначений штатним священиком Свято-Покровської церкви на Солом'янці м. Києва.
- З серпня 2007 р. по вересень 2014 р. працював на посаді завідувача кафедри літургіки та церковного співу Київської православної богословської академії.
- З 27 серпня 2010 р. по 9 серпня 2011 р. обіймав посаду проректора з виховної роботи Київської православної богословської академії.
- З 9 серпня 2011 р. по 29 серпня 2013 р. працював на посаді проректора з навчально-виховної роботи Київської православної богословської академії.
- З 2011 р. по 2015 р. — старший священик академічного храму св. апостола і євангелиста Іоана Богослова м. Києва.
- З 1 вересня 2011 р. по січень 2019 р. — головний редактор журналу «Православний вісник».
- Указом Святійшого Патріарха Філарета № 84 від 7 жовтня 2011 року та на підставі рішення вченої ради КПБА від 19 травня 2011 р. (протокол № 06) присвоєно вчене звання доцента.
- З 27 липня 2012 р. по 15 грудня 2018 р. – голова Видавничого відділу Київської Патріархії.
- З 1 листопада 2012 р. по 15 грудня 2018 р. – заступник голови Синодального управління у справах духовної освіти УПЦ Київського Патріархату.
- З 27 червня 2013 р. по 15 грудня 2018 р. – член Вищої церковної ради Української Православної Церкви Київського Патріархату за посадою.
- З 1 вересня 2013 р. по 5 лютого 2019 р.— перший проректор Київської православної богословської академії.
- З 1 вересня 2014 р. й дотепер— професор кафедри церковно-практичних дисциплін Київської православної богословської академії.
- Указом Святійшого Патріарха Філарета № 28 від 2 вересня 2014 року та на підставі рішення вченої ради КПБА від 2 вересня 2014 р. (протокол № 4) присвоєно вчене звання професора.
- Рішенням Президії Української технологічної академії від 18 вересня 2014 року (протокол № 13) обраний дійсним членом академії по відділенню «Історія та філософія» з присвоєнням звання академіка.
- З 27 листопада 2015 р. — настоятель Свято-Покровського собору Солом'янського району м. Києва.
- З 5 лютого 2019 року до 16 травня 2025 року – ректор Київської православної богословської академії.
- З 5 лютого 2019 року й дотепер – голова Управління духовної освіти і богословської науки Православної Церкви України.
- З 4 лютого 2020 року й дотепер – голова Синодальної календарної комісії Православної Церкви України.
- З 21 серпня 2020 року й дотепер – член Синодальної статутної комісії Православної Церкви України.

## Відзнаки
- 07 травня 2006 року за богослужінням в день престольного свята свв. жінок-мироносиць нагороджений Святійшим Патріархом Філаретом правом носіння подвійного ораря.
- 3 квітня 2007 року до Дня Святої Пасхи нагороджений наперсним хрестом.
- До свята Пасхи 2009 року піднесений до сану протоієрея.
- 21 листопада 2010 року нагороджений хрестом з прикрасами.
- 22 січня 2012 року Святійшим Патріархом Філаретом нагороджений митрою.
- Удостоєний церковних нагород: ордена Христа Спасителя (2015 р.), ордена святого апостола і євангелиста Іоана Богослова (2015 р.), ордена святого рівноапостольного князя Володимира Великого І, ІІ і ІІІ ступеня (2011 р. – 2021 р.) та ордена святих рівноапостольних Кирила і Мефодія (2007 р.).
- Удостоєний державних нагород: ордена «За заслуги» ІІІ ступеня (2015 р.), грамоти Верховної Ради України (2017 р.), подяки Прем'єр-міністра України (2016 р.).
- Має нагрудні знаки Міністерства освіти і науки України «Відмінник освіти» та «За наукові та освітні досягнення», почесну відзнакуМіністерства культури України «За досягнення в розвитку культури і мистецтва», нагрудний знак Міністерства оборони України «Знак пошани», медаль Державної прикордонної служби України, почесну грамоту Національної експертної комісії України з питань захисту суспільної моралі, подяку Київського міського голови.